# 原研哉
原研哉（日语：／ Hara Ken'ya，1958年6月11日—），日本平面设计大师、日本设计中心的董事、武藏野美术大学基金会教授，无印良品（MUJI）艺术总监。

## 生平
1958年生于冈山县。1974年毕业于冈山县立冈山操山高等学校。
1977年考入武藏野美术大学造型学部，师从向井周太郎学习设计学和设计符号学。1981年师从高田修地学习书籍装帧设计。1982年在石冈瑛子设计事务所工作了一年。1983年获武藏野美术大学硕士学位。开始在日本设计中心就职。着手《三星堂选书》的书籍装帧设计。到1987年为止连续负责了丰田汽车对海外宣传使用的产品说明书的设计工作。1985年着手“Nikka CIDRE”的包装设计。1988年着手设计1987年度威格尔挂历。1988年开始负责竹尾纸展的艺术指导工作。出任米其林轮胎公司的企业广告设计艺术指导。1989年获 DESIGN FORM'89 金奖并开始制作艺术海报；开始着手白兰地“Alambic”的包装设计。
1990年出任香港设计协会“DESIGN'90”评审员；着手威士忌“The Blend of Nikka Selection”的包装设计；着手威士忌“Grand Age”的包装设计。
1990年到1992年为止连续负责了伊势丹百货店礼品广告战略的艺术指导，负责了伊势丹美术馆展厅设计。
1991年着手威士忌“余市”的包装设计；竹尾纸世界'91的海报获东京ADC奖。
1992年在日本设计中心设立原研哉设计研究所；成为东京ADC协会成员；为竹尾纸业公司策划“Re Design”展；在银座松屋画廊举办个展；着手 AGF 咖啡“MAXIM”的包装设计。
1993年；为竹尾纸业公司策划“纸的光芒”展；为《设计现场》杂志撰写专栏“COMPLEXPOOL”；着手鸟取县的设计地区情报事业机构的报纸广告制作；在银座设计画廊举办个展。
1995年为日本建筑家协会策划“建筑师们的 MACARONI 展”；着手 AGF 咖啡“BLENDY”包装设计；由六耀出版包装设计作品集《SKELETON》；为鸟取县青谷町因州和纸博物馆做整体形象设计；参加巴西塞班现代美术馆举办的“日本人”主题海报展；由新潮社出版个人散文集《请盗窃海报》。
1996年在G8画廊举办个人“SKELETON”包装设计展；为宫城县登米町的小能剧舞台“森舞台”设计舞台布景及演出海报。
2021年為小米集團設計新LOGO。

小米集團新Logo

## 主持项目
- 长野冬季奥运会开、闭幕式节的节目纪念册
- 2005年爱知县世界博览会的文宣设计
- 银座松屋百货更新设计
- 梅田医院指示标志设计[4]

## 获得奖项
- 1990年获日本设计师协会（JAGDA）新人奖；
- 1990年竹尾纸世界'90的海报获东京ADC奖；
- ICOGRADA国际平面设计社团联合会优异奖；
- 第17届工业设计双年展ICSID设计优异奖和2000年Mainichi设计奖；
- 作为主要创作成员为无印良品（MUJI）进行了2001年的广告推广战役投放，并获东京艺术指导俱乐部全场大奖；
- Kodansha出版文化奖；
- Hiromu Hara奖；
- Yusaku Kamekura设计奖；
- 主要设计作品获日本文化与设计奖。

## 主要著作
- 《RE-DESIGN》：原研哉，朝日新闻社，2000；
- 《设计中的设计》：原研哉，磐築創意出版社 山东人民出版社，2006-11；
- 《白》：原研哉，生活·读书·新知三联书店，2009；
- 《家－如何打造一个舒适的家》：原研哉/桥本麻里，大智通，2009；
- 《为什么设计》：原研哉/阿部雅世，山东人民出版社，2009-12；
- 《原研哉的設計》：原研哉，雄獅美術，2009-01；
- 《原研哉．現代設計進行式》：原研哉，磐築創意出版社，2010-06；